# بريك (طبق)

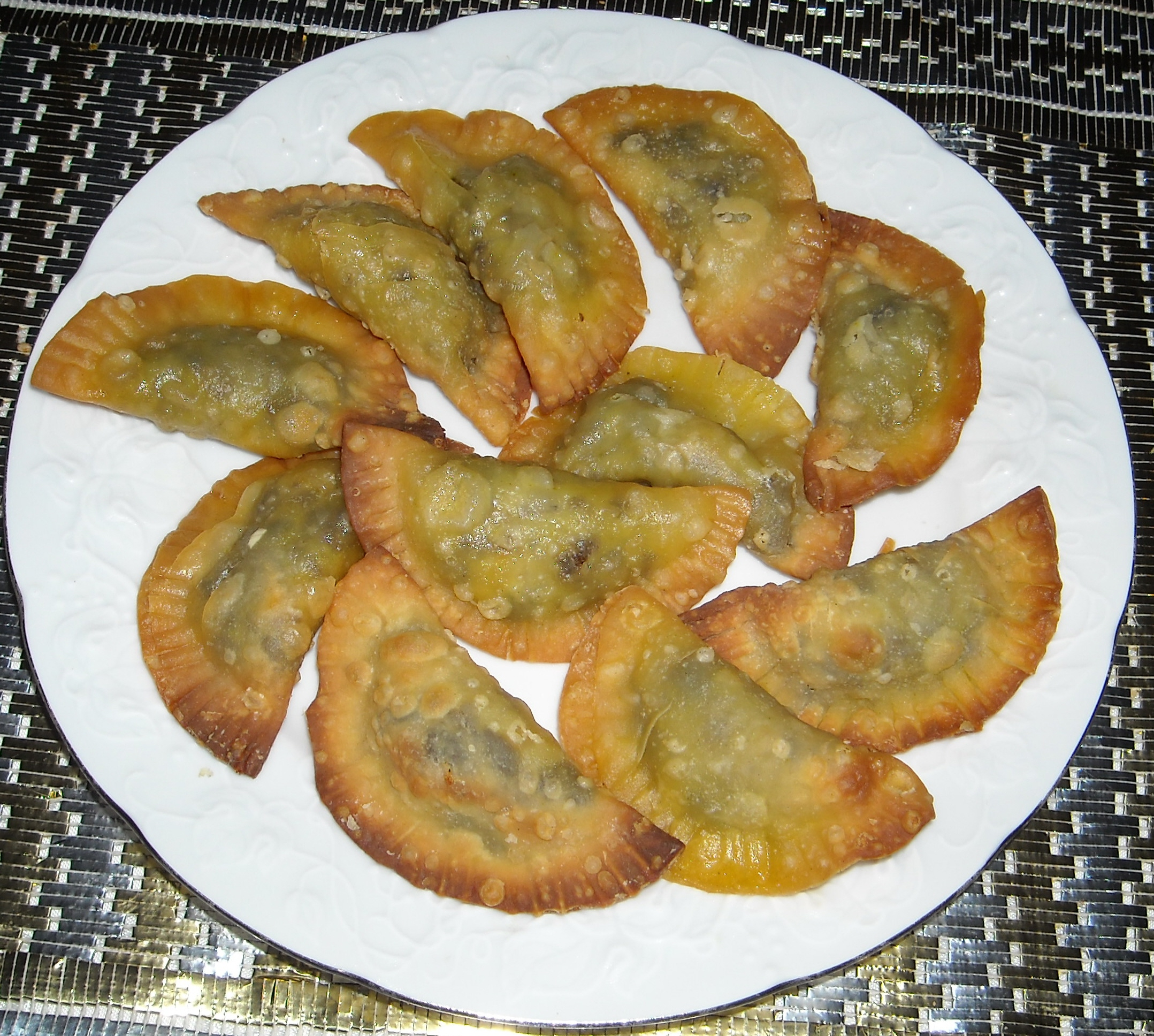
عرض الصورة بك

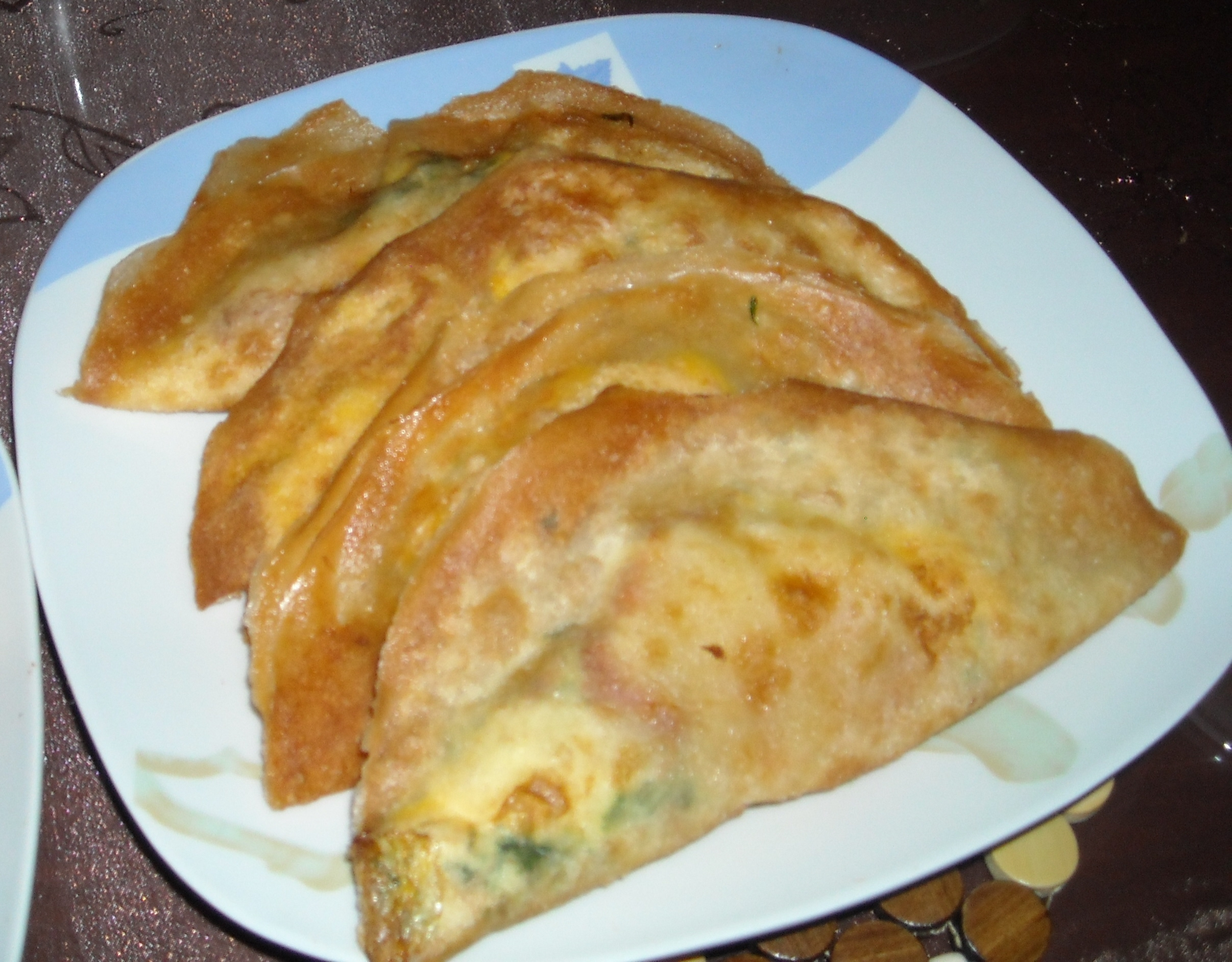
بريك بالبيض

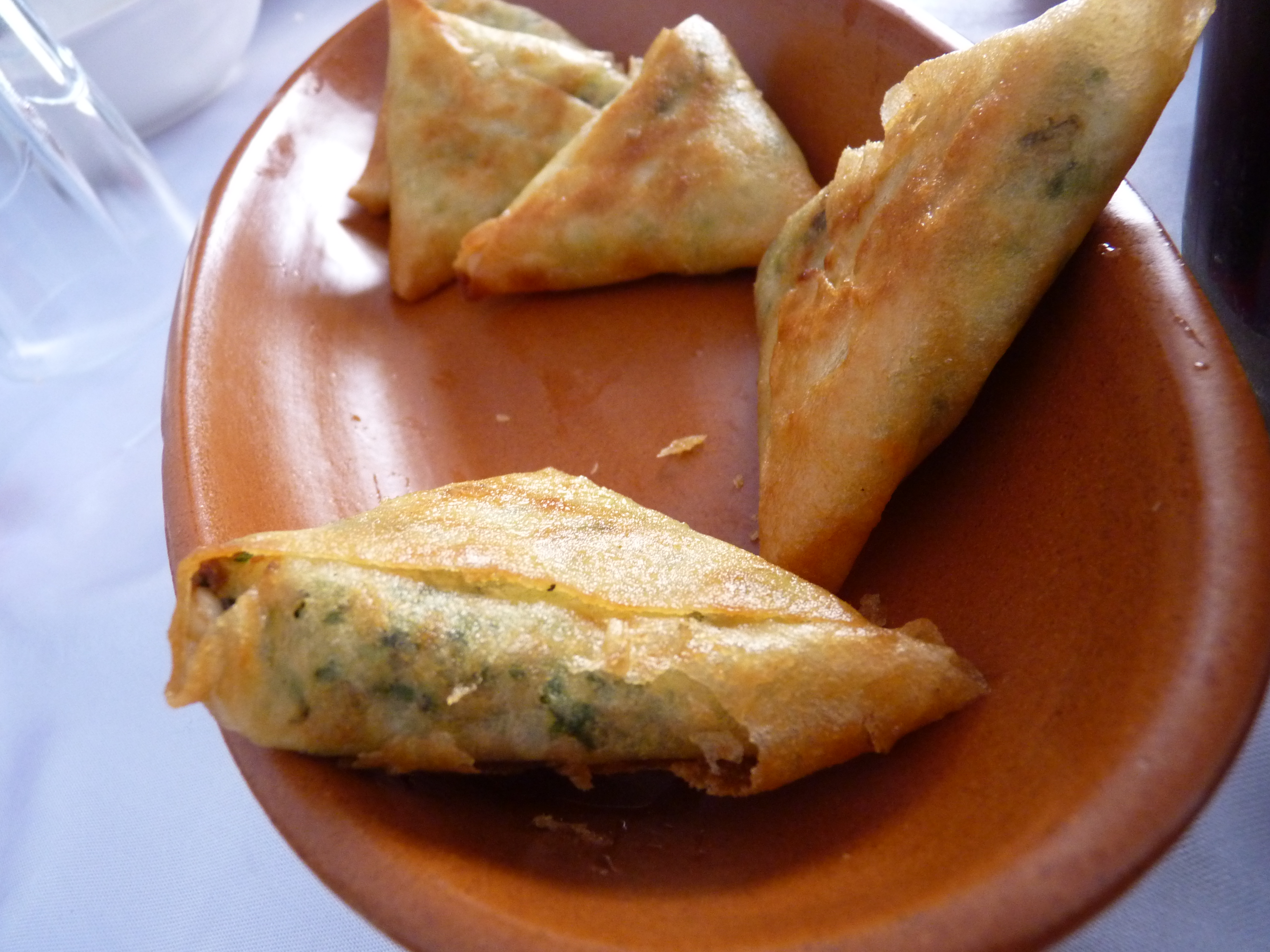
عرض الصورة بك

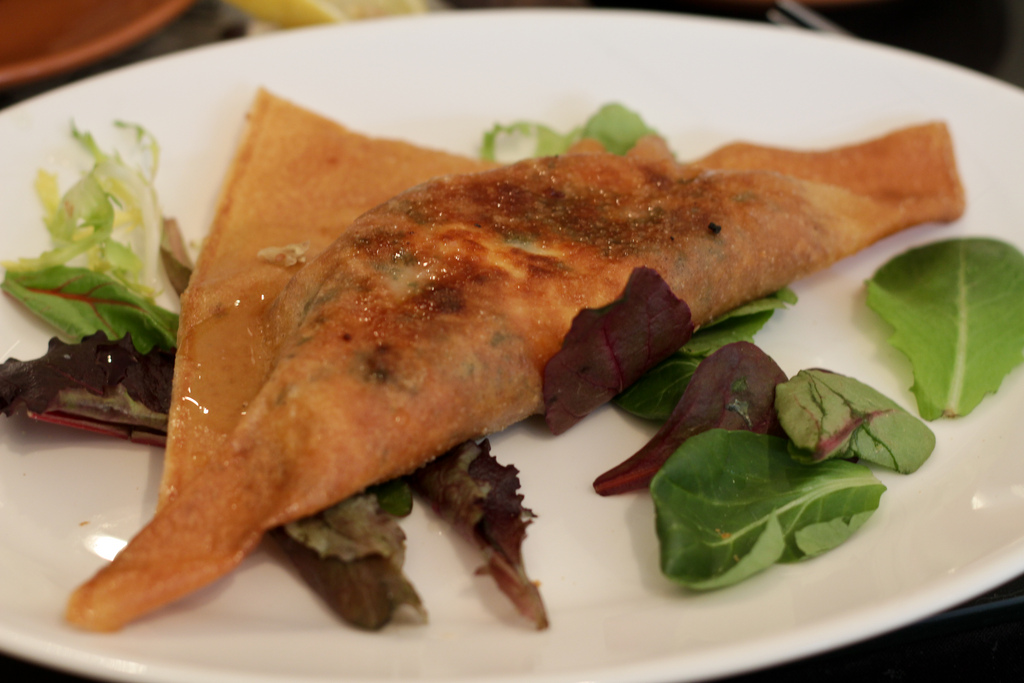
بريك في مطاعم فاخرة

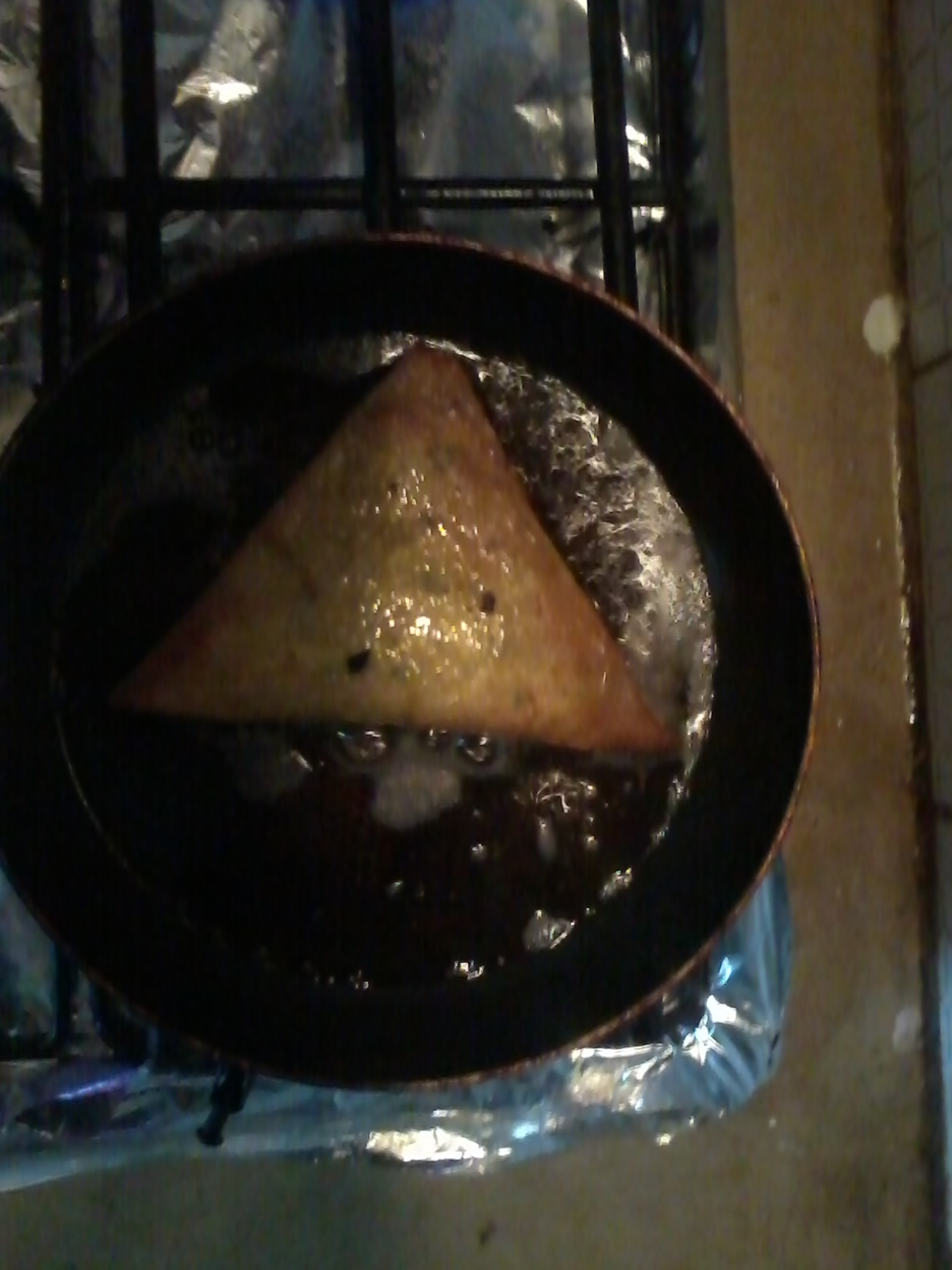
قلي البريك

البريك (ومفرده: بريكة) هو نوع من أنواع المقبلات التونسية. يقال أن أول من ابتكره هم يهود تونس، ثم انتشر بين العائلات المسلمة. ويعد البريك طبقا أساسيا على مائدة الإفطار في شهر رمضان. وتم السطو عليه من الجيران ليبيا والجزائر على انه بوراك عنابي او بوراك طرابلسي 

## طريقة الإعداد
يصنع البريك من حشو يحاط بغشاء رقيق، يسمى ملسوقة. يعتبر بريك البيض (باللهجة التونسية: بريكة بالعظمة)، أكثر الأنواع شهرة، ويحضر بوضع بيضة كاملة في عجينة الملسوقة دائرية الشكل، توضع البيضة بعد أن توضع بقية المكونات، البصل المقطع إلى مكعبات، التونة، الهريسة، الكبار، والبقدونس. بعدئذ، تطوى ورقة الملسوقة، وتقلى في الزيت الساخن.
تختلف أنواع البريك باختلاف الأشكال والمقادير؛ إذ يمكن الحفاظ على شكل الملسوقة المستدير، والشكل النهائي نصف الدائري، مع تغيير بعض المكونات، كاستبدال التونة بالجمبري أو اللحم المفروم، أو إضافة البطاطا المهروسة، أو إضافة الزيتون المخلل إلى جانب الكبار، أو الاستغناء عنهما. ويمكن أن تكون الحشوة مدموجة "مخلطة" عوض أن يوضع كل عنصر لوحده كاملا.
كما يمكن أن يتغير شكل البريكة النهائي مع الحفاظ على مكونات الحشو، كأن تطوى أركان الملسوقة لتشكل مربعا بدل الدائرة، ومن ثم طيه قطريا ليشكل مثلثا بدل نصف الدائرة. أو أن تكون الملسوقة ملفوفة، مشكلة أكلة "صوابع فاطمة" (أصابع فاطمة). أو أن تقص ورقة الملسوقة نصفين، ثم توضع الحشوة فيها وتطوى مرات عدة في شكل مثلث صغير، لتصير في النهاية شبيهة لأكلة "السمبوسة" المشرقية.

## عادات وتقاليد
يشير أحد التقاليد التونسية إلى أن أم الفتاة في فترة الخطبة تقدم بريكة ببيضة رائبة إلى خطيب ابنتها، فإذا تناولها الخطيب بدون أي يسكب أي جزء من مح البيض فإنه مؤهل للزواج من ابنتها، لـ"رتابته" (نظامه) في الأكل، وعليه فإنه سيحافظ على نظام علاقته الزوجية.

## طالع أيضًا
- البوريك – مُعجنات ذات أسم مُشابه.
- السمبوسة
- مطبخ تونسي
- طاجين تونسي
- سلطة بلانكيت
- بركات (طبق)